# Jiný náhled (Hvězdná brána)
Jiný náhled je 6. epizoda 3. řady sci-fi seriálu Hvězdná brána.

## Děj epizody
Na základnu SGC přijdou Kawalsky a Carterová z alternativní reality pomocí kvantového zrcadla, kde Apophis a Teal'c jako První muž Apophise obsadili Zemi. Žádají o pomoc. Teal'c se převlékne jako první muž a vydají se tam. Carterová s pomocí Teal'ca odejde Hvězdnou bránou žádat Asgardy o pomoc. Asgardi jim pomohou. Alternativní Země je zachráněna a všichni se vrátí zpět do své reality.